# Souleymane Karamoko
Pour les articles homonymes, voir Karamoko.
Souleymane Karamoko, né le 29 juillet 1992 à Paris, est un footballeur français qui évolue au poste d'arrière droit.

## Biographie
Après avoir été refusé par les centres de formations de Sedan et Amiens car jugé trop petit, Souleymane Karamoko a commencé sa carrière en 2012 au niveau amateur avec le Racing CF 92. Il se fait vite remarquer par l'Entente Sannois Saint-Gratien où il évoluera en pendant quatre saisons en CFA 2.
En 2017, il signe son premier contrat professionnel à l'âge de 25 ans pour une durée de deux saisons au Paris FC. Après avoir gagné sa place de titulaire au sein de la défense parisienne, il est remarqué par l'AS Nancy-Lorraine où il s'engage pour trois saisons lors du mercato d'été 2019.

## Palmarès
- Vainqueur du Groupe B de CFA en 2017 avec l'Entente Sannois Saint-Gratien